# Xã West Lincoln, Quận Logan, Illinois
Xã West Lincoln (tiếng Anh: West Lincoln Township) là một xã thuộc quận Logan, tiểu bang Illinois, Hoa Kỳ. Năm 2010, dân số của xã này là 7.685 người.